# Гольденштейн, Герман Абрамович
Герман Абрамович Гольденштейн (идиш גערמאַן גאָלדענשטײן‎‎; 2 сентября 1934, Атаки, Сорокский уезд, Бессарабия — 10 июня 2006, Нью-Йорк, США) — кларнетист клезмерского направления, собиратель инструментальной клезмерской музыки, последний яркий представитель бессарабской клезмерской традиции.

## Биография
Герман Гольденштейн родился 2 сентября 1934 года в бессарабском местечке Атаки, расположенном на правом берегу Днестра (теперь в Окницком районе Молдавии). В самом начале Великой Отечественной войны вместе с семьёй был депортирован румынскими оккупационными властями сначала в могилёвское, затем в бершадское гетто в Транснистрии, где его родители погибли. Гольденштейн с двумя старшими братьями в 1943 году были определены Красным Крестом в детские дома в Румынии, а после освобождения в конце 1944 года — переведены в детский дом в Одессе.
В 1945 году Гольденштейна отправили на обучение в военную академию в Румынии, а через год — благодаря замеченным музыкальным способностям — в военную музыкальную школу в Одессе по классу кларнета. После окончания школы в 1949 году Гольденштейн играл в различных воинских коллективах, в 1953—1956 годах проходил службу в рядах Советской армии, вновь играл в армейских ансамблях. После демобилизации получил диплом инженера-механика в Киеве и поселился в городке Могилёв-Подольском, расположенном на левом берегу Днестра напротив его родных Атак. Работал инженером-машинистом и параллельно начал играть в оркестре бессарабских еврейских музыкантов, преимущественно возрастом много старше его. Оркестр специализировался на клезмерском исполнении бессарабского музыкального фольклора, играл на свадьбах и других торжествах в городках и сёлах Молдавии.
За несколько десятилетий музыкальных странствий Гольденштейн собрал более восьмисот традиционных мелодий края, подавляющее большинство которых никогда прежде не были зафиксированы в нотной форме. Первое время записи велись в исключительно утилитарных целях, но впоследствии, осознав их историческую ценность, Гольденштейн занялся их каталогизацией и упорядочением.
В 1994 году Гольденштейн с семьёй поселились в Бруклине и уже через год его несравненная исполнительская манера на Bb кларнете и уникальные нотные записи произвели фурор в кругах местных клезмерских музыкантов. Гольденштейна начали приглашать на мастер-классы, организованные под эгидой консерватории Новой Англии (New England Conservatory of Music), и на фестивали клезмерской музыки. В последующие годы он собрал школу последователей и почитателей, играл на ежегодных фестивалях в Торонто, Кракове, Веймаре и Нью-Йорке, в том числе в составе «трио Германа Гольденштейна» (The German Goldenshteyn Trio) и «Красноармейской клезмер-капеллы» (The Red Army Klezmer Band) в сопровождении таких известных музыкантов этого направления как Майк Алперт (Michael Alpert, скрипка), Фрэнк Лондон (Frank London, труба), Алэн Берн (Alan Bern, аккордеон), Стюарт Бротман (Stuart Brotman, туба), Джефф Варшауэр (Jeff Warschauer, гитара, мандолина, бас-саксофон), Дебора Страусс (Deborah Strauss, скрипка) и других. В декабре 2005 года на 21-м ежегодном фестивале KlezKamp в Катскильских горах Гольденштейн с оркестром с помощью передвижной звукозаписывающей студии записали ряд клезмерских композиций для планируемой серии компакт-дисков, первый из которых вышел посмертно в июле 2006 года.
Герман Гольденштейн скоропостижно скончался от сердечного приступа за месяц до выхода своего первого компакт-диска 10 июня 2006 года.
В 2006—2007 годах в США и Германии вышли четыре книги нотных записей из коллекции традиционных клезмерских композиций Гольденштейна; оставшиеся звуковые записи в настоящее время готовятся к выпуску на лейбле Living Traditions (Нью-Йорк) известными музыкантами Майком Алпертом и Фрэнком Лондоном. Два компакт-диска с мемориального концерта памяти Германа Гольденштейна, записанные 25 декабря 2006 года во время фестиваля KlezKamp в Катскильских горах штата Нью-Йорк были выпущены в начале 2007 года.
Племянник Германа Гольденштейна — Аркадий Гольденштейн (род. 1963) — кларнетист в стиле клезмер, выпустивший совместно с кагульским аккордеонистом Эмилем Кройтором в 2007 году на лейбле CD Baby компакт-диск «Klezmer Shpil».

## Издания
- German Goldenshteyn «A Living tradition» (компакт-диск). Living Traditions: Нью-Йорк, 2006.
- KlezKamp 2006: German Goldenshteyn Memorial Concert (два компакт-диска). Living Traditions: Нью-Йорк, 2007.
- From The Repertoire of German Goldenshteyn (книга с транскрипцией 100 танцевальных мелодий собранных Гольденштейном — булгар(яска), фрейлехс, хусидл, хонга и жок). Нью-Йорк, 2007.
- «Шпилт клезморимлэх, клинген золн ди гэсэлэх» (идиш: играйте, клезмеры, чтоб звучали улицы): свадебные мелодии, собранные Гольденштейном, в трёх томах. Книга первая — 52 мелодии; книга вторая — 65 мелодий; книга третья — 67 мелодий. Германия, 2007.